# Vildkaprifol
Vildkaprifol eller  höstkaprifol (Lonicera periclymenum) är en av de få lianerna i Sverige, den enda som genom sin vedstam och längd liknar lianerna i regnskogarna.

## Biologi

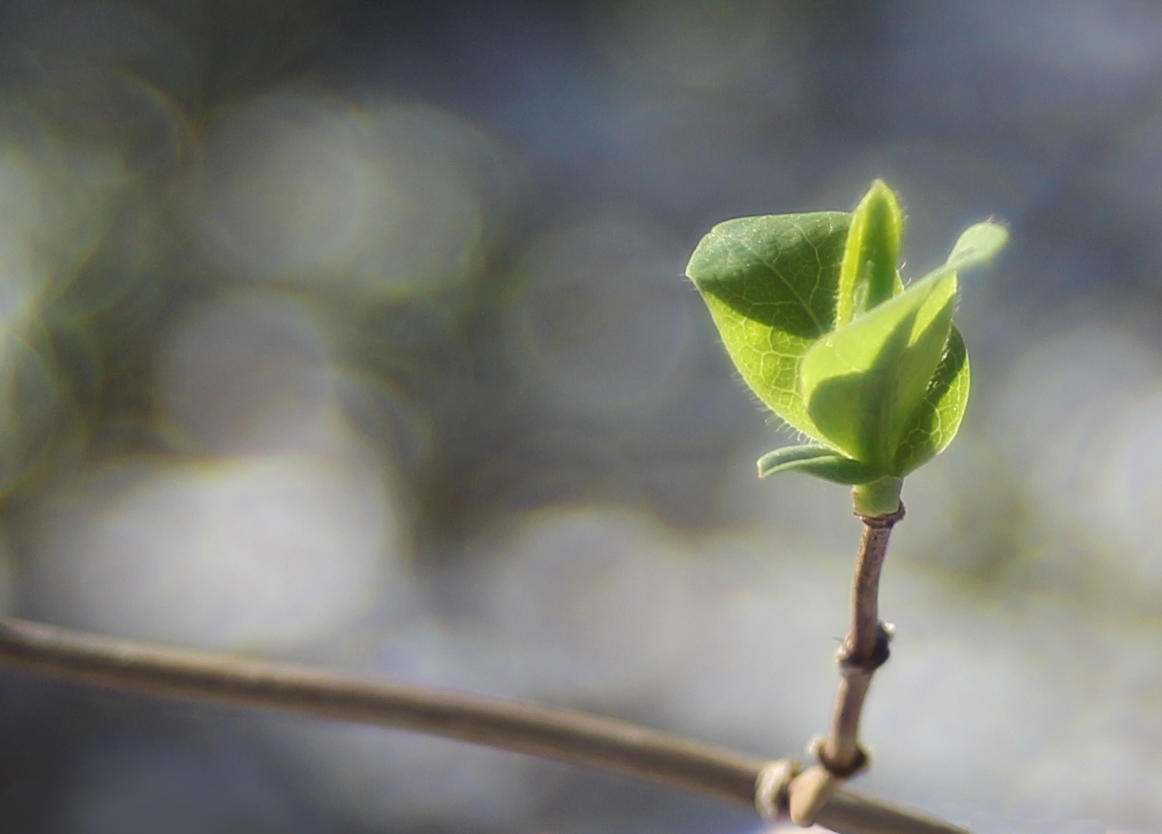
Vildkaprifolblad på väg att slå ut.

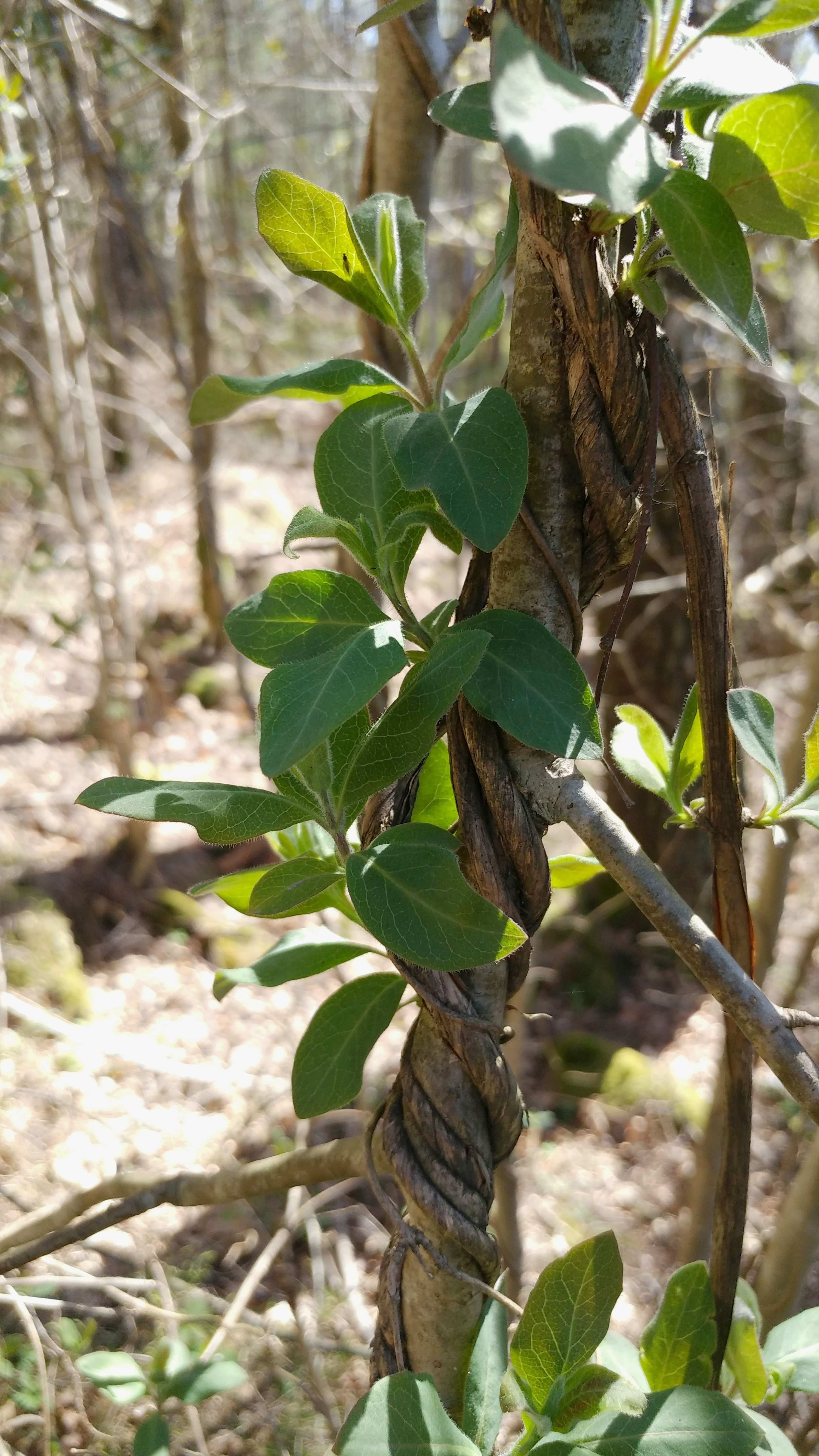
Illustration av växtsättet längs trädstammar.

Den är vanlig där det är varmt, i Götalands västra kustlandskap och längs Norges södra och sydvästra kust. Den är ganska vanlig på Bohusläns trädlösa klippstränder och öar, där den växer nedliggande, spaljéformigt utbredd. I skogar och lundar till exempel i norra Skånes lummiga skogsparker och på de branta, lövskogsklädda bergen kring Hardangerfjorden och Sognefjorden blir den en verklig klättrare, en slingerväxt och kan nå upp till mer än 10 meters höjd i till exempel ekar, lindad kring stammar och grenar med otaliga, täta varv av sin upp till 25 meter långa slingerstam. Den är också ganska ofta planterad och blommar efter att dess släkting kaprifolen blommat ut. 

### Blommorna
Denna art har skymningsblommor, det vill säga att de endast framåt kvällen utsänder en stark, behaglig doft, medan blomningen vilar under dagens ljusa och varma del. Eftersom blomman har ett långt och smalt rör kan nektaren i dess botten nås endast av stora insekter med långt sugrör, till exempel svärmare (skymningsfjärilar). Under vackra sommarkvällar svärmar de kring kaprifolhäckarna.

### Bär, giftighet
De stora röda bären sitter tätt ihop. De har mild smak men är giftiga. Förgiftningssymptom kan inkludera magont, kräkningar, ansiktsrodnad, överdriven törst och vidgade pupiller. Förgiftningar (hos barn) är dock ovanliga, och hos ett barn kan ett intag på minst tio bär leda till magont.

## Olika namn
Tidigare namn på kaprifol har varit vrivendel, vrivrånge eller vrevrang.

## Vildkaprifol och människan
Vildkaprifol är Bohusläns landskapsblomma.